# Stranska vas, Dobrova-Polhov Gradec
Stranska vas este o localitate din comuna Dobrova-Polhov Gradec, Slovenia, cu o populație de 234 de locuitori.